# Flughafen Lubango

i7
i11
i13
Flughafen Lubango-Mukanka (portugiesisch Aeroporto de Lubango oder Aeroporto Internacional da Mukanka, IATA-Flughafencode: SDD, ICAO-Code: FNUB) ist der Flughafen der Stadt Lubango in der Provinz Huíla in Angola.
Der Flughafen verfügt über eine Start- und Landebahn (10/28) von 3150 m Länge. Er wird (Stand Juli 2022) von TAAG Angola Airlines und Fly AO Angola im Linienflug von nationalen Zielen aus bedient. Bis in die 2010er Jahre flogen auch Air Namibia und Sonair den Flughafen an.
Der Flughafen Lubango-Mukanka wird auch militärisch genutzt. Vier Suchoi Su-30 sind hier stationiert.

## Zwischenfälle
Am 8. November 1983 stürzte eine Boeing 737-200 der TAAG Angola Airlines (D2-TBN) beim Start vom Flughafen Lubango ab. Alle 130 Insassen kamen ums Leben. Unmittelbar nach dem Abheben brach das Flugzeug nach links aus und ging in einen Sinkflug über, wobei die linke Tragfläche den Boden berührte. Die Maschine schlug rund 800 Meter hinter der Startbahn auf und brannte vollständig aus. Nach Angaben der angolanischen Regierung war die Absturzursache ein technischer Defekt. UNITA-Rebellen gaben an, die Maschine mit Raketen abgeschossen zu haben.